# Le moi dans la théorie de Freud et dans la technique de la psychanalyse
 (novembre 2015).
Si vous disposez d'ouvrages ou d'articles de référence ou si vous connaissez des sites web de qualité traitant du thème abordé ici, merci de compléter l'article en donnant les références utiles à sa vérifiabilité et en les liant à la section « Notes et références ».
Le moi dans la théorie de Freud et dans la technique de la psychanalyse ou sous son titre général Le séminaire, Livre II, Le moi dans la théorie de Freud et dans la technique de la psychanalyse est une restranscription — établie Jacques-Alain Miller et publiée au Seuil en 1977 — d’un séminaire que Jacques Lacan a tenu de l’automne 1954 au printemps 1955 à l’hôpital Sainte-Anne.

## Contexte
En juillet 1953, est fondée la Société française de psychanalyse (SFP) avec Jacques Lacan, Françoise Dolto et Serge Leclaire) en scission de la Société psychanalytique de Paris (membre de l'Association psychanalytique internationale) à la suite de tensions grandissantes entre la pratique de Lacan et ses contemporains ainsi que l'émergence de l’Ego psychology dans la génération précédente. Cependant, la SFP est autorisée à participer au Congrès de Rome à l'été 1953 dans lequel Lacan intervient et fait circuler un rapport intitulé « Fonction et champ de la parole et du langage en psychanalyse ». Ce qui, avec la réception positive de son « Retour à Freud » conduit Lacan a réélaborer tous les concepts psychanalytiques. A l'automne 1953, il tient ses séminaires à Sainte-Anne tous les jeudis et présente des cas de patients les vendredis.

## Contenu
Dans ce séminaire, Lacan poursuit sa réfection sur la distinction faite dans le premier séminaire entre l'analyse du discours et l’analyse du Moi, en relation avec la théorie et la pratique analytique. Il affirme que « l'analyse a affaire aux résistances ». Il commente trois ouvrages de Freud : Au-delà du principe de plaisir (sur la pulsion de mort), Psychologie des masses et analyse du moi, et Le Moi et le Ça.
La conscience est transparente à elle-même, là où le « je », le pronom personnel énonciateur , ne l’est pas. Le je est en dehors du champ de la conscience et de ses certitudes (là où nous nous représentes nous mêmes comme un moi, là où quelque chose existe et est exprimée par le je). Mais ce n’est pas suffisant pour dire que « le je de l’inconscient n'est pas le moi » dans la mesure où nous tendons à penser qu'il s'agit pourtant du moi véritable. Lacan entreprend de réexaminer la localisation du moi et réinstaure l'excentricité du sujet à l’égard du moi.  
Le moi est un objet particulier dans l'expérience du sujet, ayant une fonction précise : une fonction imaginaire. Quand l’image spéculaire (le reflet dans le miroir) est reconnue comme telle par le sujet, cette image devient conscience de soi. « Le stade du mirroir est fondé sur le rapport entre, d'un côté, un certain niveau de tendances qui sont vécues comme discontinues et, d'un autre côté, une unité avec laquelle elles sont fusionnés et appareillées. Dans cette unité le sujet se connaît lui-même comme unité, mais une unité aliénée, virtuelle ». Cependant pour qu'une conscience puisse percevoir une autre conscience, l’ordre symbolique doit intervenir, en tant que re-connaissance.
Dans « L’injection faite à Irma », le moment le plus tragique apparaît dans la confrontation avec le réél. Le Réel ultime, « quelque chose face à quoi les mots s'arrêtent. [...] Dans le rêve l'inconscient est ce qui hors de tout sujet. [...] La structure du rêve montre que l’inconscient n'est pas le moi du rêveur. [...] Ce sujet hors du sujet désigne toute la structure du rêve. [...] ce qui est en jeu dans la fonction du rêve est au-delà du moi, ce qui dans le sujet est du sujet et du non-sujet, c’est l’inconscient. »
Dans l’analyse du conte de Poe, La Lettre volée, Lacan parle d'« un autre au-delà de toute subjectivité ». La question concerne la « confrontation du sujet au-delà du moi et du ça, le quod (qu'est-ce que c’est ?) qui tend à émerger dans l’analyse ».
« La lettre volée est synonyme de l’original et radical sujet de l'inconscient. Le symbole est déplacé à l’état pur : on ne peut pas entrer en contact avec sans être pris dans son jeu. Il n’y a rien dans le destin, ou l'accident, qui peut-être défini comme une fonction de l’existence. Quand les personnages sont suspendus à cette lettre, quelque chose est suspendu d'eux, et les transporte. A chaque étape de la transformation symbolique de la lettre, ils sont définis par leur position à l’égard de cet objet radical. La position n’est pas fixée. Tandis qu'ils entre dans la nécessité particulière à la lettre, ils deviennent tous fonctionnellement différents de l'essentielle réalité de la lettre. Pour chacun d’eux la lettre est l’inconscient, avec toutes ses conséquences, à savoir que chaque point du circuit symbolique, chacun d'eux devient quelqu'un d'autre ».
Quand Jean Hyppolite demande : « A quoi sert le Symbolique ? » Lacan répond : « le Symbolique, l’Imaginaire et le Réel sont utiles pour donner un sens à une expérience symbolique particulière, celle de l'analyse ». Dans la mesure où la dimension symbolique est la seule dimension qui guérit, « l'ordre symbolique est simultanément non-être et insistance à être, c'est ce que Freud a en tête lorsqu'il parle de l'instionct de mort comme étant ce qu'il y a de plus fondamental : un ordre symbolique à l’œuvre, dans l'advenue, qui insiste pour se réaliser »

Le schéma L, systématisé dans La lettre volée, est élaboré dans ce séminaire. Une structure quadripartite représente le Réel, le Symbolique et l'Imaginaire comme remplacement de la seconde topique freudienne (le moi, le ça et le surmoi). Deux diagonales se croisent, une ligne liant le rapport imaginaire, a (le moi) à a’ (l'autre), qui interrompt une ligne qui va de S (le sujet, le ça freudien) à A (l'Autre). L'Autre (dit aussi grand Autre) est difficile à définir : c'est le lieu du langage où la subjectivité se constitue ; c'est la place de la parole originaire liée au Père ; le lieu de l’Autre absolu, la demande maternelle. L'Autre constitue le sujet sans que celui-ci ne le sache. Lacan reprend la phrase de Freud « Wo Es war, soll Ich werden » et voit Es, le ça, comme le sujet, le but de l'analyse étant de faire émerger le ça face à la réalité, pour que le je puisse advenir.